# 浜松文明堂
株式会社浜松文明堂（はままつぶんめいどう）は、静岡県浜松市中央区に本社を置く菓子製造業者。

## 沿革
- 1966年12月15日 - 株式会社浜松文明堂設立。
- 1967年3月 - 浜松文明堂開業。

## 直営店舗
- 幸店
  - 浜松市中央区幸5-2-3
- 早出店
  - 浜松市中央区早出町230-4
- 根上り松店
  - 浜松市中央区鴨江2-55-24
- 浜北小松店
  - 浜松市浜名区小松3452-1
- 子安工場直売店
  - 浜松市中央区子安町1401

## 商品
- 名入れカステラ
- 特撰ハニーカステラ吟匠
- 静岡茶カステラ
- 三笠山
- お茶みかん
- 茶ってら